# Liste der Bodendenkmale in Erkerode
In der Liste der Bodendenkmale in Erkerode sind die Bodendenkmale der niedersächsischen Gemeinde Erkerode aufgeführt. Die Quelle ist der Denkmalatlas Niedersachsen.
- Diese Liste erhebt keinen Anspruch auf Vollständigkeit.
- Die Angaben ersetzen nicht die rechtsverbindliche Auskunft der zuständigen Denkmalschutzbehörde.
- Es sind nur Daten aus dem Denkmalatlas verarbeitet.
- Der Stand der Liste ist der 7. Juni 2025.

Erkerode im Landkreis Wolfenbüttel

## Allgemein
In den Spalten finden sich folgende Informationen des Bodendenkmales:
| Lage         | geographische Koordinaten                                                           |
| Bezeichnung  | Bezeichnung lt. Denkmalatlas                                                        |
| Beschreibung | Beschreibung lt. Denkmalatlas                                                       |
| ID           | Objekt-ID                                                                           |
| Bild         | Bild, ggf. zusätzlich mit Link zu weiteren Fotos im Medienarchiv Wikimedia Commons. |

## Erkerode
| Lage                         | Bezeichnung          | Beschreibung | ID       | Bild |
| ---------------------------- | -------------------- | --- | -------- | ---- |
| 52° 12′ 36″ N, 10° 44′ 50″ O | Erkerode 1, Ringwall | Ringwall, ursprünglich annähernd kreisförmig, Dm. 120 – 140 m. Innenfläche nach NW ansteigend. Erhalten in der N-Hälfte (Gmkg. Evessen) ca. 2 m hoher Wall mit außen vorgelagertem ca. 6 m breitem Graben. Wall im W und NW besonders hoch. Im W Spuren eines ca. 2 m breiten Grabungsschnittes; an der NW-Ecke durch 2 Eingrabungen an der Außenseite beschädigt; an einer Stelle Steine (darunter 1 großer Block) der äußeren Wallfront sichtbar. Im N Abschnitt zahlreiche Eingrabungen in der Wallkrone. In der Innenfläche eine flache Grube und mehrere dellenförmige Vertiefungen. Der obertägig erhaltene N-Teil der Anlage wird an seinem S-Rand von einem gut erhaltenen, aber nicht benutzten Waldweg abgeschnitten. S-Teil wurde 1858-1886 eingeebnet, Wallfuß ist erhalten und als flache Geländestufe erkennbar. Die unter dem Wall gefundene Keramik soll aus der Zeit um Christi Geburt stammen. Die Anlage gehört wahrscheinlich dem 9.–10. Jh. an. | 28967917 | BW   |

## Lucklum
| Lage                         | Bezeichnung            | Beschreibung | ID       | Bild           |
| ---------------------------- | ---------------------- | --- | -------- | -------------- |
| 52° 11′ 54″ N, 10° 44′ 27″ O | Lucklum 1, Steinkiste  | Kammer aus Kalksteinplatten erbaut. Nordöstl. Langseite in 4 Trägern, die leicht einwärts geneigt sind, in situ erhalten. Träger der Schmalseite, einer im W, zwei im O, ebenfalls in situ. Südwestl. Langseite besitzt noch 4 Tragsteine, jedoch nach außen gedrückt. In einer Lücke liegt eine größere Platte, vielleicht an der Stelle des alten Zuganges. Die ursprünglichen lichten Maße der Kammer müssen mit 6 × 2 m angenommen werden. Nach dem NO-Ende liegt eine Steinplatte, wohl der umgestürzte Rest der einstigen Einfassung. Das durch Ausgrabungen gewonnene Fundmaterial verweist auf eine Errichtung während des Jungneolithikums (Walternienburger Kultur). | 28947741 | BW             |
| 52° 13′ 18″ N, 10° 45′ 17″ O | Lucklum 4, Wall        | Zwei OW verlaufende Wälle mit im N vorgelagerten Gräben, annähernd parallel mit ca. 70 m Abstand voneinander. Der nördliche Wall ist mit einer kleinen Unterbrechung heute ca. 230 m lang; nach Lühmann reichte er in den 20er Jahren 220 m weiter nach W, er endet im O und W in tiefen Einschnitten (Erosion). Grabungen in den 1920er Jahren erbrachten angeblich latènezeitliche und (früh)mittelalterliche Keramik. - Teilstück ID: 36982816 | 28947743 | BW             |
| 52° 12′ 11″ N, 10° 44′ 47″ O | Lucklum 5, Brunkelburg | Das dreieckige Areal der Befestigung weist eine Länge von ca. 450 m und an der Basis eine Breite von ca. 190 m auf. Am Übergang zur Hochfläche im Südosten ist sie als doppeltes Wall-Graben-System ausgeführt. Die Flanken des Sporns sind durch heute nur noch flach vorhandene Wälle geschützt, die ca. 55 m vor der Spornspitze aufeinander treffen. Von der Umwehrung zweigen nach Norden in das Reitlingstal drei Wälle ab, von denen der westlichste zum Schutz einer an der Spornspitze gelegenen Quelle diente. Der heutige Wegeverlauf markiert auch die beiden alten Zugänge, von denen der kleinere im Südwesten mit einem hölzernen Kammertor versehen war.       | 28947744 | Weitere Bilder |